# Croton palanostigma
Espèce
Croton palanostigma est une espèce de plantes à fleurs du genre Croton et de la famille des Euphorbiaceae, présente au sud de l'Amérique tropicale.
Il a pour synonymes :
- Croton benthamianus, Müll.Arg., 1873
- Oxydectes benthamiana, (Müll.Arg.) Kuntze
- Oxydectes palanostigma, (Klotzsch) Kuntze
- Palanostigma crotonoides, Mart. ex Klotzsch
- Palanostigma martiana, Baill.